# Kostel Narození svatého Jana Křtitele (Dešná)
Kostel Narození svatého Jana Křtitele (případně také kostel Jana Křtitele) se nachází v centru obce Dešná. Kostel je farním kostelem římskokatolické farnosti Dešná u Dačic. Kostel je pozdně gotickou stavbou renesančně upravenou, boční kaple pak je barokního slohu. Je jednolodní stavbou s pětibokým závěrem kněžiště, štíhlou hranolovou věží na západní straně kostela, na stranách lodě jsou barokní kaple. Kostel je spolu s farou chráněn v rámci areálu Kostel sv. Jana Křtitele s farou jako kulturní památka České republiky.

## Historie
Kostel byl vystavěn v roce 1494, později byl renesančně upraven a byla přistavěna boční barokní kaple. V roce 1739 byla na hřbitově postavena barokní kaple svatého Kříže. V roce 2011 byla vyhlášena veřejná sbírka na opravu kostela.